# دیوید برکویتز
دیوید ریچارد برکویتز (انگلیسی: David Berkowitz؛ زادهٔ ۱ ژوئن ۱۹۵۳) ، که همچنین به عنوان پسر سَم و قاتل کالیبر ۴۴ شناخته می‌شود، یک قاتل سریالی آمریکایی است که به هشت حملهٔ تیراندازی جداگانه که در شهر نیویورک انجام شده، مقصر است. تابستان ۱۹۷۶ وی با استفاده از یک رولور بولداگ کالیبر .۴۴، شش نفر را کشته و هفت نفر دیگر را در ژوئیه ۱۹۷۷ مجروح کرد. با افزایش تعداد قربانیان، برکویتز بزرگترین پروندهٔ پلیس در تاریخ شهر نیویورک شد. او نامه‌هایی منتشر می‌کرد که در آنها پلیس را مسخره می‌کرد و قول جنایات دیگری می‌داد، که توسط مطبوعات بسیار تبلیغ شد. این قتل‌ها، نیویورکی‌ها را وحشت‌زده کرد و وی شهرتی جهانی به‌دست آورد. او در ابتدا بیان کرده بود که این قتل‌ها را به دستور سگ شیطانی همسایهٔ خود (سم) انجام داده است، ولی بعد ها اعتراف کرد که داستان سگ یک فریب بوده است. همچنین او در سال ۱۹۹۰ اعتراف کرد که عضو یک فرقهٔ شیطانی خشونت آمیز بوده است.       